# Vårdö
Vårdö es una localidad de Finlandia monolingüe en sueco dentro del territorio autónomo de las Islas Åland.
Dos notables escritoras finesas nacieron en Vårdö Sally Salminen y Anni Blomqvist.